# دلبر (يخت)
دِلبَر (واسمه مشتق من الكلمة الفارسية دِلبَر التي تعني «الحبيبة») هو يخت فخم تم بنائه من قبل شركة لورسن الألمانية، اليخت مملوك من قبل رجل الأعمال الروسي علي شير عثمانوف.